# شوقی السید
شوقی السید (انگلیسی: Shawky El Said؛ زادهٔ ۱ ژانویهٔ ۱۹۸۷) بازیکن فوتبال اهل مصر است.
از باشگاه‌هایی که در آن بازی کرده‌است می‌توان به باشگاه ورزشی اسماعیلی اشاره کرد.
وی همچنین در تیم ملی فوتبال مصر بازی کرده‌است.